# ARD

Logo seit Dezember 2019

Die ARD (Abkürzung für Arbeitsgemeinschaft der öffentlich-rechtlichen Rundfunkanstalten der Bundesrepublik Deutschland) ist ein Rundfunkverbund, der aus den Landesrundfunkanstalten und der Deutschen Welle besteht. Sie wurde 1950 gegründet und bildet gemeinsam mit dem Zweiten Deutschen Fernsehen und dem Deutschlandradio den öffentlich-rechtlichen Rundfunk in Deutschland. Die ARD wird zum Großteil aus dem Rundfunkbeitrag finanziert und beinhaltet gemeinsame Programme und Angebote wie Das Erste, die ARD Mediathek, die ARD Audiothek, die Tagesschau sowie zahlreiche Landes-Hörfunk- und -Fernsehprogramme. Wenn man die Umsätze aller in der ARD zusammengeschlossenen Rundfunkanstalten zusammenrechnet, ist die ARD die größte öffentlich-rechtliche Medienanstalt weltweit (Stand: 2025).

## Geschichte
Der ARD liegt im Prinzip die föderale Struktur der Bundesrepublik Deutschland zugrunde: Jedem Bundesland steht ein Sender zu. Historisch geht die föderale Rundfunkstruktur auf die Frühzeit des Rundfunks in den 1920er Jahren in Deutschland zurück, als sich in Preußen, Sachsen, Bayern und Württemberg einzelne Rundfunkanstalten etablierten und lose in der Reichs-Rundfunk-Gesellschaft organisiert waren. Die Nationalsozialisten zentralisierten den Rundfunk ab 1933 und zerbrachen die föderale Struktur weitgehend. Die ARD wurde am 9. Juni 1950 von den damals sechs Landesrundfunkanstalten, dem Bayerischen Rundfunk (BR), dem Hessischen Rundfunk (HR), Radio Bremen, dem Süddeutschen Rundfunk (SDR), dem Südwestfunk (SWF) und dem Nordwestdeutschen Rundfunk (NWDR), sowie – mit beratender Stimme – dem RIAS Berlin gegründet. Sie diente der Zusammenarbeit auf verschiedenen Gebieten und sollte die Vorbereitung eines Zusammenschlusses ausschließen. Die Form der Arbeitsgemeinschaft beließ den Mitgliedern ihre volle Unabhängigkeit.
Dabei repräsentierten jedoch die beteiligten Rundfunkanstalten schon von Anfang an nicht je ein Bundesland. So war der Nordwestdeutsche Rundfunk (NWDR) ursprünglich der öffentlich-rechtliche Rundfunk für die britische Besatzungszone, die die späteren Bundesländer Schleswig-Holstein, Hamburg, Niedersachsen und Nordrhein-Westfalen umfasste; auch Berlin gehörte zum Sendegebiet des NWDR, nicht hingegen das Bundesland Bremen mit Bremerhaven, das US-amerikanischer Kontrolle unterstand und daher einen eigenen Landessender (Radio Bremen) erhielt. Unterdessen entstand der Südwestfunk (SWF) in der französischen Besatzungszone und war von 1946 bis 1998 die Landesrundfunkanstalt des Landes Rheinland-Pfalz und des südlichen Teils des Landes Baden-Württemberg. Die Grenze zum Sendegebiet des Süddeutschen Rundfunks (SDR), der für jene Teile Baden-Württembergs zuständig war, die anfangs zur US-amerikanischen Besatzungszone gehörten, verlief entlang der Grenzlinie der ehemaligen Länder Baden und Württemberg-Hohenzollern.
Im Laufe der 1950er Jahre wurde mit der Vorbereitung und Ausstrahlung eines ersten gemeinschaftlichen Fernsehprogramms in der Bundesrepublik Deutschland begonnen. Nach Gründung des Senders Freies Berlin (SFB) und der Teilung des NWDRs in den Westdeutschen Rundfunk Köln (WDR) und den Norddeutschen Rundfunk (NDR) sowie der Gründung des Saarländischen Rundfunks (SR) gehörten der ARD ab 1959 neun Mitglieder an. Sie betrieben ein unter dem Namen „Deutsches Fernsehen“ bundesweit ausgestrahltes Fernsehprogramm, das nach Sendebeginn des nicht zur ARD gehörenden Zweiten Deutschen Fernsehens (1963) in „Erstes Deutsches Fernsehen“ umbenannt wurde. Hinzu kamen Regionalsendungen und schließlich die sogenannten „dritten“ Fernsehprogramme. Das Hörfunkangebot der ARD-Sender war hingegen immer regional.
Weitere Änderungen der Mitgliederstruktur der ARD folgten: 1962 kamen zwei neugegründete Anstalten des Bundesrechts, die Deutsche Welle (DW) und der Deutschlandfunk, hinzu, 1992 – nach der deutschen Wiedervereinigung – die neuen Landesrundfunkanstalten Mitteldeutscher Rundfunk (MDR) und Ostdeutscher Rundfunk Brandenburg (ORB). 1994 gingen Deutschlandfunk und RIAS im Deutschlandradio auf, das gemeinsam von der ARD und dem ZDF getragen wird, und schieden aus dem ARD-Verbund aus. 1998 fusionierten SDR und SWF zum Südwestrundfunk (SWR) und 2003 ORB und SFB zum Rundfunk Berlin-Brandenburg (RBB).
Die neun zur ARD zusammengeschlossenen Rundfunkanstalten betreiben als Fernsehgemeinschaftsprogramm Das Erste sowie anstaltseigene Fernseh- und Hörfunkprogramme. Das zehnte Mitglied der ARD ist die Deutsche Welle, die deutsche Auslandsrundfunkanstalt.

Historische Logos der ARD
1950 – 1970
1970 – 1984
1984 – 2003
2003 – 2019

Zu Zeiten der deutschen Teilung konnten in der Deutschen Demokratischen Republik zahlreiche Programme der ARD empfangen werden, was von der ARD auch beabsichtigt war. Lediglich in bestimmten Regionen, wie im Elbtal, der Sächsischen Schweiz und der Oberlausitz, war der Empfang der Fernsehprogramme der ARD nicht möglich; deswegen wurde die Abkürzung „ARD“ scherzhaft als „Außer Raum Dresden“ oder auch „Außer Reichweite Dresdens“ interpretiert und die Region „Tal der Ahnungslosen“ genannt. Auch in diesen Gebieten konnten jedoch die über Lang-, Mittel- und Kurzwelle verbreiteten Hörfunkprogramme der ARD empfangen werden. Das über den Langwellensender Donebach ausgestrahlte Programm des Deutschlandfunks war im gesamten Gebiet der DDR gut zu empfangen.
Nach der Auflösung des Rundfunksystems der DDR in den 1990er Jahren erhielten, wie schon in den 1940er Jahren in der Britischen Besatzungszone (im Fall des NWDR) und der Französischen Besatzungszone (SWF), mehrere neue Bundesländer keine eigenen Sendeanstalten. Mecklenburg-Vorpommern wurde dem Bereich des Norddeutschen Rundfunks hinzugefügt, und Sachsen-Anhalt, Thüringen und Sachsen bildeten eine gemeinsame Landesrundfunkanstalt, den Mitteldeutschen Rundfunk (MDR). Brandenburg betrieb zunächst den Ostdeutschen Rundfunk Brandenburg (ORB) als Landesrundfunkanstalt, ehe dieser mit dem Sender Freies Berlin (SFB) fusioniert wurde.

## Mitglieder

### ARD-Anstalten
Die ARD besteht aus neun Landesrundfunkanstalten sowie der Auslandsrundfunkanstalt Deutsche Welle mit Hauptsitz in Bonn. Nicht zur ARD gehört das ebenfalls öffentlich-rechtliche Deutschlandradio mit Sitz in Köln und Berlin, ebenso wenig das Zweite Deutsche Fernsehen (ZDF). Die Landesrundfunkanstalten der ARD haben insgesamt rund 23.000 fest angestellte Mitarbeiter, sie veranstalten elf Fernsehprogramme, 55 Hörfunkprogramme und verfügen über 16 Orchester und acht Chöre und sollen damit ein möglichst breites kulturelles und gesellschaftliches Spektrum der deutschen Bundesländer abbilden. Das Gesamtbudget der neun Anstalten beträgt pro Jahr rund 6,3 Milliarden Euro. Davon entfallen 366 Millionen Euro auf Sportrechte. Die Mitglieder der ARD sind mit etwa 100 eigenen Hörfunk- und Fernsehkorrespondenten an 30 Orten der Welt ständig präsent.
| Landesrundfunkanstalt       | Kürzel | Logo              | Sitz              | Gesamterträge 2020 (Mio. EUR) | Mitarbeiter 2017 | Gründung | Sendegebiet                                                                                     | Einwohner im Sendegebiet (Mio.) |
| --------------------------- | ------ | ----------------- | ----------------- | ----------------------------- | ---------------- | -------- | ----------------------------------------------------------------------------------------------- | ------------------------------- |
| Bayerischer Rundfunk        | BR     | BR-Logo           | München           | 0.962                         | 3.163            | 1949     | Bayern                                                                                          | 13,1                            |
| Hessischer Rundfunk         | hr     | HR-Logo           | Frankfurt am Main | 0.435                         | 1.730            | 1948     | Hessen                                                                                          | 06,3                            |
| Mitteldeutscher Rundfunk    | MDR    | MDR-Logo          | Leipzig           | 0.612                         | 1.975            | 1991     | Sachsen, Sachsen-Anhalt, Thüringen                                                              | 08,3                            |
| Norddeutscher Rundfunk      | NDR    | NDR-Logo          | Hamburg           | 1.020                         | 3.399            | 1956     | Hamburg, Niedersachsen, Schleswig-Holstein (alle seit 1956), Mecklenburg-Vorpommern (seit 1992) | 14,4                            |
| Radio Bremen                | (RB)   | Radio-Bremen-Logo | Bremen            | 0.046                         | 0.189            | 1945     | Bremen                                                                                          | 00,7                            |
| Rundfunk Berlin-Brandenburg | rbb    | RBB-Logo          | Berlin, Potsdam   | 0.429                         | 1.481            | 2003     | Berlin, Brandenburg                                                                             | 06,2                            |
| Saarländischer Rundfunk     | SR     | SR-Logo           | Saarbrücken       | 0.068                         | 0.567            | 1957     | Saarland                                                                                        | 01,0                            |
| Südwestrundfunk             | SWR    | SWR-Logo          | Stuttgart         | 1.065                         | 3.244            | 1998     | Baden-Württemberg, Rheinland-Pfalz                                                              | 15,2                            |
| Westdeutscher Rundfunk Köln | WDR    | WDR-Logo          | Köln              | 1.224                         | 3.905            | 1956     | Nordrhein-Westfalen                                                                             | 17,9                            |

| Rundfunkanstalt | Kürzel | Logo    | Sitz | Einnahmen 2016 (Mio. EUR) | Bundeszuweisungen 2016 (Mio. EUR) | Planstellen | Gründung | Sendegebiet |
| --------------- | ------ | ------- | ---- | ------------------------- | --------------------------------- | ----------- | -------- | ----------- |
| Deutsche Welle  | DW     | DW-Logo | Bonn | 352                       | 338                               | 1.444       | 1953     | Welt        |

### Ehemalige Anstalten
| Rundfunkanstalt                   | Kürzel | Logo      | Sitz        | Gründung | Auflösung | Nachfolge- anstalt | Sendegebiet |
| --------------------------------- | ------ | --------- | ----------- | -------- | --------- | ------------------ | --- |
| Nordwestdeutscher Rundfunk        | NWDR   | NWDR-Logo | Hamburg     | 1945     | 1955      | NDR, WDR, SFB      | Hamburg, Niedersachsen, Schleswig-Holstein, Nordrhein-Westfalen, West-Berlin (bis 1954)                           |
| Süddeutscher Rundfunk             | SDR    | SDR-Logo  | Stuttgart   | 1949     | 1998      | SWR                | Württemberg-Baden (Sendegebiet blieb nach Gründung Baden-Württembergs unverändert)                                |
| Südwestfunk                       | SWF    | SWF-Logo  | Baden-Baden | 1946     | 1998      | SWR                | Baden, Württemberg-Hohenzollern, Rheinland-Pfalz (Sendegebiet blieb nach Gründung Baden-Württembergs unverändert) |
| Sender Freies Berlin              | SFB    | SFB-Logo  | Berlin      | 1953     | 2003      | RBB                | Berlin (bis 1990 nur West-Berlin)                                                                                 |
| Deutschlandfunk                   | DLF    | DLF-Logo  | Köln        | 1962     | 1993      | Deutschlandradio   | Deutschland und das europäische Ausland                                                                           |
| Ostdeutscher Rundfunk Brandenburg | ORB    | ORB-Logo  | Potsdam     | 1991     | 2003      | RBB                | Brandenburg |

## Organisation

Die neun Landesrundfunkanstalten der ARD

Die ARD ist ein freiwilliger Verbund von zehn deutschen Rundfunkanstalten. Die Arbeitsgemeinschaft gab sich 1950 eine Satzung, die durch den Rundfunkstaatsvertrag ergänzt wird. In dieser Satzung ist die Arbeit und Organisation der ARD geregelt. Danach hat die ARD als Hauptorgan eine Mitgliederversammlung (keinen Fernsehrat wie die Sendeanstalt ZDF). Diese findet entweder in Form von Arbeitssitzungen der Intendanten der Mitglieder statt oder dreimal im Jahr als sogenannte große Hauptversammlung, an der neben den Intendanten auch die Rundfunk- und Verwaltungsratsvorsitzenden der Landesrundfunkanstalten teilnehmen. Diese ARD-Hauptversammlung wird von den teilnehmenden Anstalten alternierend ausgerichtet.
Die etwa zehn Treffen pro Jahr der Rundfunk- und Verwaltungsratsvorsitzenden ohne die Intendanten werden hingegen als Gremienvorsitzendenkonferenz (GVK) bezeichnet.
Die Mitgliederversammlung betraut jeweils für ein Jahr eine ihrer Rundfunkanstalten mit der Geschäftsführung der ARD. Der Intendant dieser geschäftsführenden Rundfunkanstalt ist in diesem Zeitraum Vorsitzender der ARD. Die Wiederwahl für ein weiteres Jahr ist möglich und inzwischen auch üblich.

### Vorsitzende
| Amtszeit Beginn | Amtszeit Ende      | Name                       | Rundfunkanstalt |
| --------------- | ------------------ | -------------------------- | --------------- |
| 5. August 1950  | 2. Februar 1951    | Rudolf von Scholtz         | BR              |
| 3. Februar 1951 | 2. August 1951     | Eberhard Beckmann          | HR              |
| 3. August 1951  | 3. Februar 1952    | Adolf Grimme               | NWDR            |
| 4. Februar 1952 | 30. September 1952 | Walter Geerdes             | RB              |
| 1. Oktober 1952 | 31. März 1953      | Fritz Eberhard             | SDR             |
| 1. April 1953   | 30. September 1953 | Friedrich Bischoff         | SWF             |
| 1. Oktober 1953 | 30. September 1954 | Rudolf von Scholtz         | BR              |
| 1. Oktober 1954 | 31. Dezember 1955  | Eberhard Beckmann          | HR              |
| 1. Januar 1956  | 31. Dezember 1956  | Fritz Eberhard             | SDR             |
| 1. Januar 1957  | 31. Dezember 1957  | Walter Hilpert             | NDR             |
| 1. Januar 1958  | 31. Dezember 1958  | Franz Stadelmayer          | BR              |
| 1. Januar 1959  | 31. Dezember 1960  | Friedrich Bischoff         | SWF             |
| 1. Januar 1961  | 31. Dezember 1962  | Hans Bausch                | SDR             |
| 1. Januar 1963  | 31. Dezember 1964  | Klaus von Bismarck         | WDR             |
| 1. Januar 1965  | 31. Dezember 1966  | Werner Hess                | HR              |
| 1. Januar 1967  | 31. Dezember 1969  | Christian Wallenreiter     | BR              |
| 1. Januar 1970  | 31. Dezember 1971  | Gerhard Schröder           | NDR             |
| 1. Januar 1972  | 31. Dezember 1973  | Helmut Hammerschmidt       | SWF             |
| 1. Januar 1974  | 31. Dezember 1975  | Hans Bausch                | SDR             |
| 1. Januar 1976  | 31. Dezember 1977  | Werner Hess                | HR              |
| 1. Januar 1978  | 31. Dezember 1979  | Friedrich-Wilhelm von Sell | WDR             |
| 1. Januar 1980  | 31. Dezember 1983  | Reinhold Vöth              | BR              |
| 1. Januar 1984  | 31. Dezember 1985  | Friedrich Wilhelm Räuker   | NDR             |
| 1. Januar 1986  | 31. Dezember 1987  | Willibald Hilf             | SWF             |
| 1. Januar 1988  | 31. Dezember 1988  | Hans Bausch                | SDR             |
| 1. Januar 1989  | 31. Dezember 1990  | Hartwig Kelm               | HR              |
| 1. Januar 1991  | 31. Dezember 1992  | Friedrich Nowottny         | WDR             |
| 1. Januar 1993  | 31. Dezember 1994  | Jobst Plog                 | NDR             |
| 1. Januar 1995  | 31. Dezember 1996  | Albert Scharf              | BR              |
| 1. Januar 1997  | 31. Dezember 1998  | Udo Reiter                 | MDR             |
| 1. Januar 1999  | 31. Dezember 2000  | Peter Voß                  | SWR             |
| 1. Januar 2001  | 31. Dezember 2002  | Fritz Pleitgen             | WDR             |
| 1. Januar 2003  | 31. Dezember 2004  | Jobst Plog                 | NDR             |
| 1. Januar 2005  | 31. Dezember 2006  | Thomas Gruber              | BR              |
| 1. Januar 2007  | 31. Dezember 2008  | Fritz Raff                 | SR              |
| 1. Januar 2009  | 31. Dezember 2010  | Peter Boudgoust            | SWR             |
| 1. Januar 2011  | 31. Dezember 2012  | Monika Piel                | WDR             |
| 1. Januar 2013  | 31. Dezember 2015  | Lutz Marmor                | NDR             |
| 1. Januar 2016  | 31. Dezember 2017  | Karola Wille               | MDR             |
| 1. Januar 2018  | 31. Dezember 2019  | Ulrich Wilhelm             | BR              |
| 1. Januar 2020  | 31. Dezember 2021  | Tom Buhrow                 | WDR             |
| 1. Januar 2022  | 4. August 2022     | Patricia Schlesinger       | rbb             |
| 4. August 2022  | 31. Dezember 2022  | Tom Buhrow (kommissarisch) | WDR             |
| 1. Januar 2023  | 31. Dezember 2024  | Kai Gniffke                | SWR             |
| 1. Januar 2025  | amtierend          | Florian Hager              | HR              |

### Generalsekretariat
Das Generalsekretariat wurde 2006 gegründet. ARD-Generalsekretärin ist seit 1. Januar 2015 die Juristin Susanne Pfab.
Der Generalsekretär ist dem jeweiligen, alle zwei Jahre wechselnden ARD-Vorsitzenden unterstellt und mitverantwortlich für
1. die strategische Positionierung der ARD,
2. die Interessenvertretung nach außen und
3. die Öffentlichkeitsarbeit.[18]

Der Dienstort des Generalsekretärs ist Berlin, verwaltungstechnisch zuständig ist der Rundfunk Berlin-Brandenburg (RBB). Die Amtszeit beträgt fünf Jahre.
Der Generalsekretär ist zugleich der stellvertretende Vorsitzende der ARD-Strategiegruppe. Er hat ein Zutritts- und Mitwirkungsrecht in allen Kommissionen und Arbeitsgruppen, auch bei den Tochterunternehmen, in der Fernsehprogrammkonferenz und den ARD-politisch relevanten Gremien. Generalsekretärin war vom 1. Juli 2006 bis zum 30. Juni 2011 Verena Wiedemann, die zuvor beim Westdeutschen Rundfunk angestellt war und dort das ARD-Verbindungsbüro in Brüssel leitete. 2014 sollte die Juristin Susanne Pfab neue ARD-Generalsekretärin werden. Bis dahin bleibt der Posten unbesetzt und Michael Kühn nahm als Bevollmächtigter des ARD-Vorsitzes die Aufgaben wahr.

### Programmdirektor
Die Aufgaben des Programmdirektors der ARD sind im ARD-Staatsvertrag festgelegt (§ 6 ARD-StV). Er wird für mindestens zwei Jahre mit Zweidrittelmehrheit der in der ARD zusammengeschlossenen Landesrundfunkanstalten gewählt (§ 5 ARD-StV). Die Aufgabe des Programmdirektors besteht darin, gemeinsam mit den Intendanten der Landesrundfunkanstalten das Programmangebot der ARD zu erarbeiten und die Programmzulieferung der einzelnen Landesrundfunkanstalten zu koordinieren.
- bis 1973: Nach Staatssekretär Mohr als Koordinator folgte Lothar Hartmann als erster Programmdirektor
- 1973–1978: Hans Abich
- 1978–1992: Dietrich Schwarzkopf
- 1992–2008: Günter Struve
- 2008–2021: Volker Herres
- seit 1. Mai 2021: Christine Strobl[21]

### Programmbeirat
Dem Programmdirektor ist der ARD-Programmbeirat als beratende Instanz zur Seite gestellt. Paul Siebertz ist seit April 2013 Vorsitzender des Programmbeirats.
Die Programmdirektion der ARD befindet sich im Hochhaus des Bayerischen Rundfunks in München.

### Tochterunternehmen
- ARD Media GmbH, von 1994 bis 2022 ARD-Werbung Sales & Services GmbH (AS&S), hervorgegangen aus den Arbeitsgemeinschaften für Werbefernsehen und Werbefunk, die sich 1974 zur Arbeitsgemeinschaft Rundfunkwerbung (ARW) zusammenschlossen.[25][26]
- Degeto Film

## Gemeinsame Einrichtungen

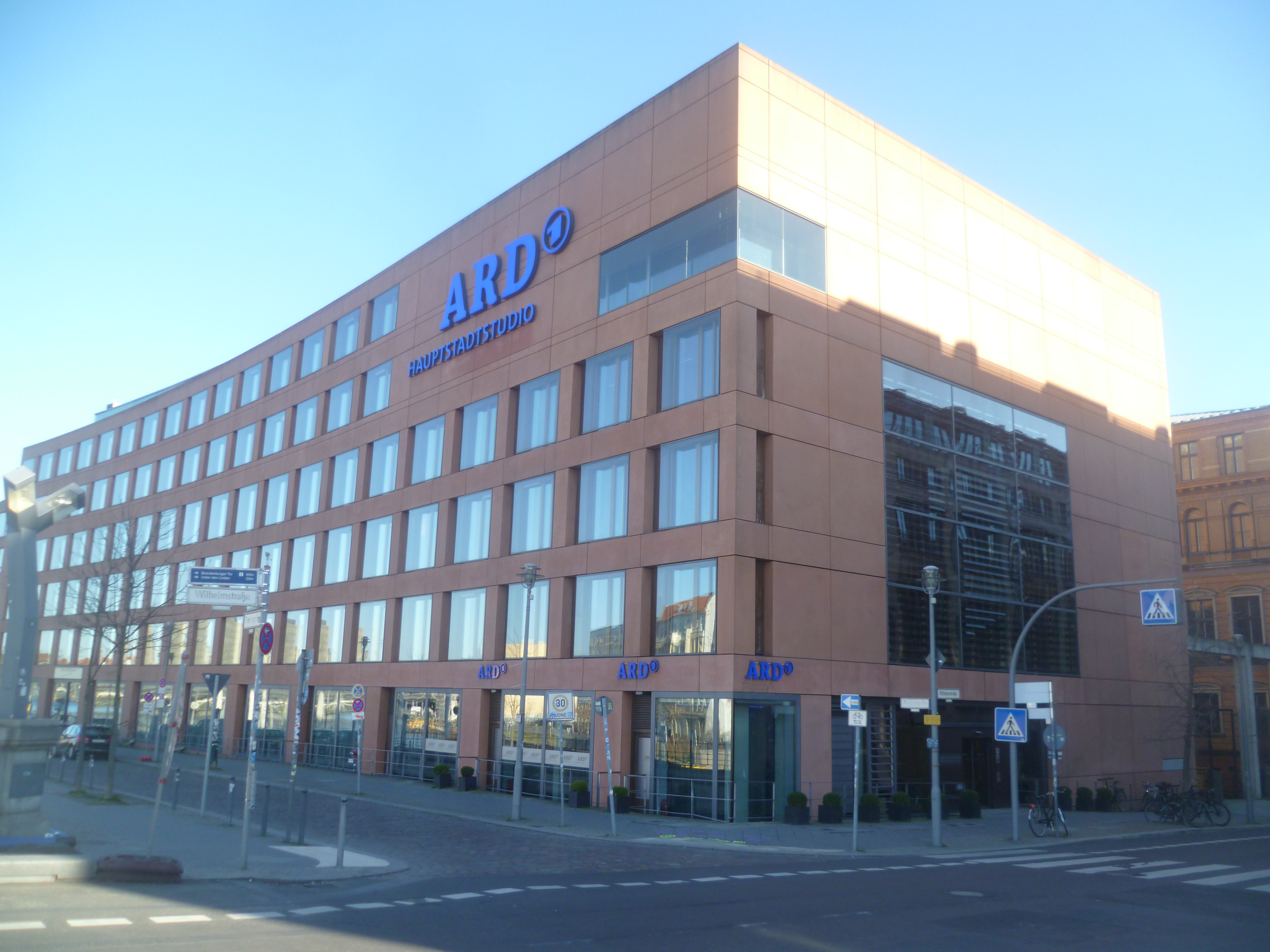
ARD-Hauptstadtstudio

Inhaltliche Gemeinschaftseinrichtungen der ARD sind beispielsweise ARD-aktuell beim NDR in Hamburg, das ARD-Hauptstadtstudio in Berlin und das ARD Play-Out-Center beim RBB in Potsdam, das sämtliche Fernsehprogramme und Hörfunkkanäle der ARD Digital verbreitet. Zudem besitzt die ARD ein eigenes weltweites Korrespondentennetz (ARD-Auslandsstudios).

### Fernsehen
Seit dem 31. Oktober 1954 sendet die ARD das später als Erstes Deutsches Fernsehen und heute offiziell als Das Erste bezeichnete Fernsehprogramm als Gemeinschaftsproduktion der einzelnen Landesrundfunkanstalten. In der Programmdirektion in München befindet sich die organisatorische Zentrale des Programms.
Die Landesrundfunkanstalten der ARD betreiben gemeinsam die Fernsehkanäle 3sat zusammen mit dem ZDF, SRF und dem ORF. KiKA und Phoenix werden beide in Zusammenarbeit zwischen ARD und ZDF sowie Arte in Kooperation mit dem ZDF und Arte France betrieben. Über das ARD-Digital-Bouquet werden die Programme Tagesschau24, One und ARD-alpha ausgestrahlt. Darüber hinaus betreiben ARD und ZDF das Medienangebot funk auf diversen digitalen Verbreitungswegen wie zum Beispiel YouTube.
Das deutsche Fernsehprogramm für das Ausland wird von DW-TV der Deutschen Welle gesendet. Bis Ende 2005 betrieb die ARD gemeinsam mit dem ZDF und der Deutschen Welle für Nordamerika zusätzlich den Bezahlsender German TV.

Das Erste
ARD alpha
One
Tagesschau24
3sat
Arte
KiKA (mit dem ZDF)
Phoenix
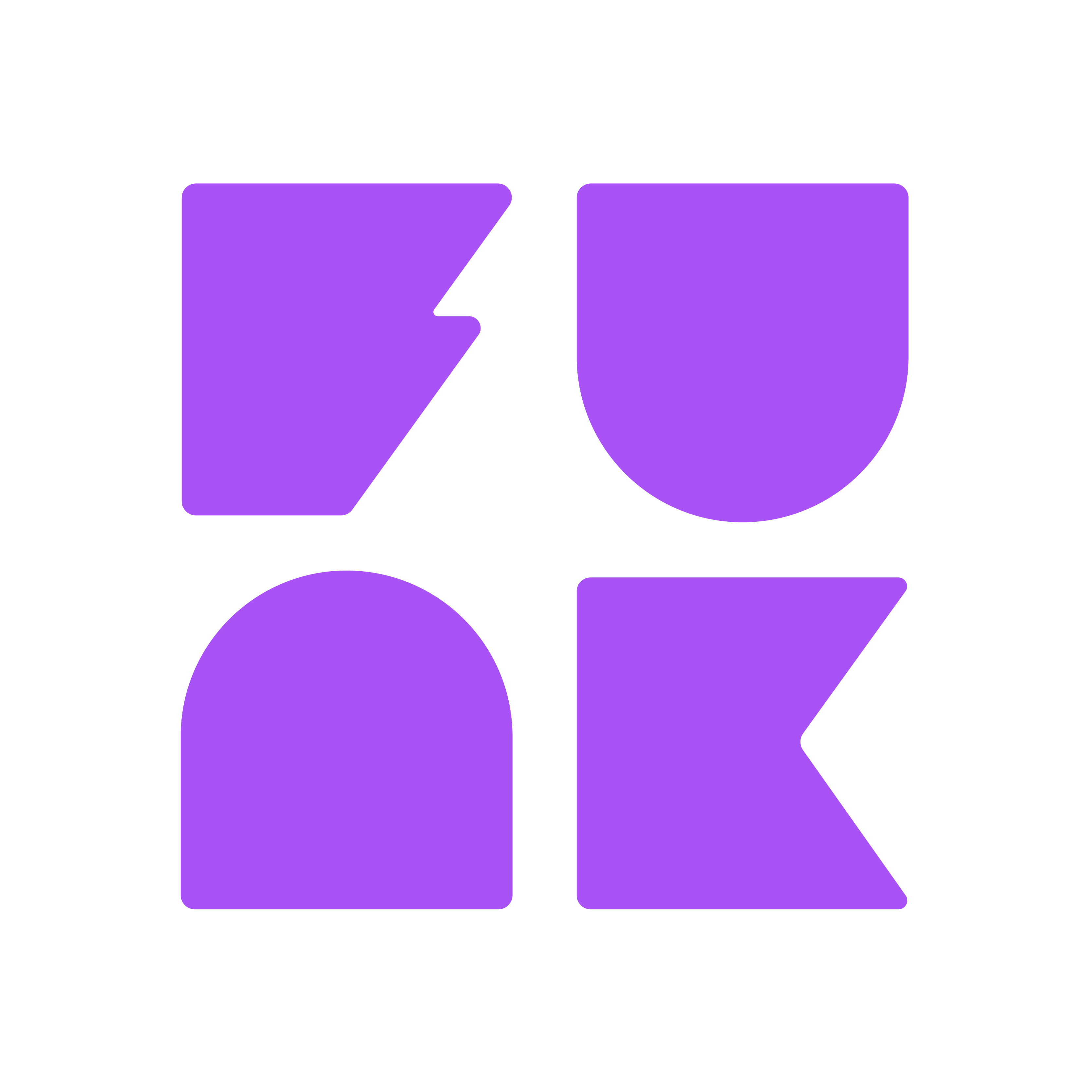
Funk

### Hörfunk
Im Hörfunkbereich bestehen sechs gemeinsame ARD-Nachtprogramme: die ARD-Hitnacht, das ARD-Nachtkonzert, die ARD-Popnacht, die ARD Schlagernacht, die ARD-Infonacht sowie Die junge Nacht der ARD. Daneben kooperieren einige Landesrundfunkanstalten für weitere Programmfenster. Seit Juni 2025 gibt es zum Beispiel den ARD Musikclub, der jeden Abend ab 20 Uhr auf vielen Sendern zu hören ist und bis 26. Juni 2019 sendeten außerdem sieben Jugendradios von 23 Uhr bis 1 Uhr die Call-in-Sendung Lateline.
Mitglied in der ARD ist das Auslandsradio Deutsche Welle. Sie wird nicht aus Mitteln des Rundfunkbeitrags, sondern aus Steuermitteln des Bundes finanziert. Die Deutsche Welle produziert Sendungen in 30 Sprachen für Länder außerhalb des Hoheitsgebiets der Bundesrepublik Deutschland. Das Außenministerium der Russischen Föderation verfügte 2022 ein Sendeverbot auf seinem Hoheitsgebiet.
Die in der ARD zusammengeschlossenen Landesrundfunkanstalten und das ZDF kooperieren mit der öffentlich-rechtlichen Körperschaft Deutschlandradio (DLR) mit den drei nationalen Hörfunkprogrammen Deutschlandfunk, Deutschlandfunk Kultur und Deutschlandfunk Nova.

### Internet
Im Internet betreibt die ARD unter ARD.de ein eigenes Onlineangebot unter anderem mit den Schwerpunkten Nachrichten, Sport, Börse, Ratgeber, Wissen und Kultur. Während für die Rubriken „Nachrichten“, „Sport“ und „Börse“ die Inhalte der Redaktionen von tagesschau.de in Hamburg, sportschau.de in Köln und der ARD-Börsenredaktion in Frankfurt am Main übernommen werden, werden die Inhalte für die Rubriken „Ratgeber“, „Wissen“ und „Kultur“ von der ARD.de-Redaktion in Mainz zusammengestellt.
In ihrem Audio- und Videoportal ARD Mediathek bietet die ARD in begrenztem Umfang einen Zugriff auf Inhalte der ARD-Landesrundfunkanstalten und Gemeinschaftseinrichtungen. Hier werden die Sendungen und Beiträge des Ersten, der dritten Fernsehprogramme und der Radiowellen thematisch gebündelt. Außerdem betreibt die ARD einen eigenen Kanal bei YouTube.

### Institutionen
Als Gemeinschaftseinrichtung der ARD wurde 1952 das „Deutsche Lautarchiv“, heute Deutsches Rundfunkarchiv (DRA), eingerichtet. Das Archiv hat die beiden Standorte Frankfurt am Main und Potsdam-Babelsberg (früher Berlin-Adlershof). Von 1994 bis 2002 vergab es im Auftrag der ARD das „DRA-Stipendium“, einen Förderpreis zur Erforschung der Rundfunk- und Mediengeschichte der DDR.

### Technik
Das Programm von Das Erste und gemeinsame Programmteile des Hörfunks (etwa beim ARD-Nachtexpress) werden technisch im Sendezentrum der ARD im ARD-Stern in Frankfurt am Main (auf dem Gelände des Hessischen Rundfunks) zusammengeführt. Über das eigene Glasfasernetz HYBNET werden diese Signale an die einzelnen Rundfunkanstalten verteilt.
Seit Februar 2005 wird Das Erste von der Zentralen Sendeabwicklung (ZSAW) im ARD-Sendezentrum ausgespielt. Zuvor schaltete jeweils die ARD-Anstalt, die eine Sendung für das Gemeinschaftsprogramm lieferte (egal ob „live“ oder aufgezeichnet), eine Leitung zum ARD-Stern, von wo aus das Signal an alle anderen ARD-Sender zur terrestrischen Verteilung weitergegeben wurde. Mit der Inbetriebnahme der ZSAW wurden erstmals alle Sendungen, die nicht „live“ sind (Filme, Soaps, Dokumentationen etc.) direkt von den Servern in Frankfurt ausgespielt. Die ZSAW ist eine Gemeinschaftseinrichtung der Landesrundfunkanstalten und soll im Sendebetrieb deutliche Einsparungen bringen. Die Sendeabwicklung ist gleichwohl in der Lage, gleichzeitig bis zu zehn Programme auszuspielen. Dies ist notwendig für eine regionalisierte Werbungsausstrahlung im Vorabend.

## Spendenakquise
Die ARD ruft im Zusammenhang mit Naturkatastrophen regelmäßig in den unterschiedlichen Programmformaten der angeschlossenen Sender zu Spenden auf. Im März 2011 wurde bekannt, dass sie dabei vertraglich mit dem Bündnis Entwicklung Hilft verbunden ist.
Vor dem Hintergrund der Nuklearkatastrophe von Fukushima und des vom Tōhoku-Erdbeben 2011 ausgelösten Tsunami weigerte sich die ARD auf Empfehlung ihres Kooperationspartners Bündnis Entwicklung Hilft gegenüber der Aktion Deutschland Hilft, Spendenaufrufe für die Opfer dieser Katastrophen zu verbreiten. Auch Spendenaufrufe der Bundeskanzlerin und des Bundespräsidenten wurden nicht mit Hinweisen in den Nachrichtensendungen unterstützt. Die Begründung: Japan sei ein reiches Land und benötige daher keine Spenden. Die Aktion Deutschland Hilft, unter der Schirmherrschaft von Richard von Weizsäcker und Mitgliedern wie den Hilfsverbänden Malteser, Johanniter, AWO und World Vision, beschwerte sich über diese Entscheidung bei der ARD-Leitung.

## Rezeption, Medienkritik und Kontroversen

### Vorwürfe der einseitigen Berichterstattung
- Sowohl der ARD als auch dem ZDF legt eine wissenschaftliche Studie der Otto-Brenner-Stiftung (OBS) aus dem Jahr 2016 zur Last, im Rahmen ihrer Programme zur griechischen Staatsschuldenkrise einseitig und unausgewogen berichtet zu haben. Persönliche Meinungen von Journalisten und objektive Tatsachen waren gegenüber den Zuschauern nicht eindeutig voneinander zu trennen, allgemeine Themen und die Reformbemühungen der griechischen Regierung wurden oberflächlich widergespiegelt, die griechische Regierung konnte ferner seltener zu Wort kommen als die deutsche, die Titel waren oft plakativ.[31][32] Eine Studie der Otto Brenner Stiftung von März 2010 über Wirtschaftsjournalismus in der Krise betrachtete unter anderem eingehend die Arbeitsweise der ARD von Frühjahr 1999 bis Herbst 2009. Die Studie kommt zu dem Schluss, dass die ARD-Nachrichtensendungen „Tagesschau“ und „Tagesthemen“ nicht nur handwerklich, sondern auch vor den inhaltlichen Herausforderungen der Berichterstattung über die Krise selbst versagt hätten. Die Redaktion arbeite „perspektiven-arm“, im Mittelpunkt stünden die jeweils offiziell wichtigsten Akteure: Vertreter der deutschen Regierung zuallererst, Bankenvertreter, wenige Wissenschaftler und deren Sichtweisen.[33]

- Auch die Berichterstattung der ARD zum russischen Krieg in der Ukraine wurde kontrovers diskutiert. Im Juni 2014 kritisierte der achtköpfige Programmbeirat der ARD einstimmig die Berichterstattung im Zeitraum Dezember 2013 bis Juni 2014 als einseitig, undifferenziert und lückenhaft. Die Sendungen der ARD erweckten teilweise den „Eindruck der Voreingenommenheit“ und seien „tendenziell gegen Russland und die russischen Positionen“ gerichtet.[34] Sahra Wagenknecht (Die Linke) beurteilte den Bericht des Programmbeirats als „vernichtend“. Er bestätige, dass die ARD „unausgewogen und tendenziös“ berichte und sich „einseitig gegen Russland“ positioniere. Auch der AfD-Vizevorsitzende Alexander Gauland schloss sich der Kritik an.[34][35] Thomas Baumann, Chefredakteur der ARD, wies die Kritik des Programmbeirats zurück.[35] Ulrich Clauß von der Zeitung Die Welt bezeichnete den Beirat als „einfältig“, da Putins Propagandalohnkolonnen die negativen Zuschauerkritiken lancierten und vervielfältigten und daher kein wirkliches Motiv zur Untersuchung der Sendequalität existiere.[36]

- Im Oktober 2015 räumte „ARD aktuell“-Chefredakteur Kai Gniffke eine verzerrende visuelle Darstellung der Flüchtlingsströme nach Europa durch die Tagesschau und die Tagesthemen ein: „Wenn Kameraleute Flüchtlinge filmen, suchen sie sich Familien mit kleinen Kindern und großen Kulleraugen aus“, obgleich „80 Prozent der Flüchtlinge junge, kräftig gebaute alleinstehende Männer sind“.

### Vorwurf des „Staatsfunks“ und der parteipolitischen Einflussnahme
- Der ARD wird wie auch dem ZDF in der öffentlichen Debatte oft unterstellt, ihre Sendungen im Auftrag von Politik und Regierung zu gestalten.[37] BDZV-Präsident Matthias Döpfner verglich die öffentlich-rechtlichen Sendeanstalten mit Nordkorea, um Aufmerksamkeit für die von ihm wahrgenommene Omnipräsenz und Einseitigkeit zu schaffen.[38][39] Fatal sei, so Christian Meier in der Welt, dass in der Kritik an der ARD Begriffe wie „Staatsfunk“ oder „Schweigekartell“ auch von Politikern etablierter Parteien, Journalisten bürgerlicher Tageszeitungen und ehemaligen Moderatoren verwendet würden. Die Beitragszahler „müssen zum Souverän der von ihnen finanzierten Sender werden. Es braucht dazu noch mehr Transparenz. Mehr Beteiligung.“[40] Jan Fleischhauer verteidigte den Gebrauch der Vokabel Staatsfunk als angemessen und kommentierte: „Viele politische Zwangssysteme sind nicht an dem Zwang zugrunde gegangen, den sie über die Menschen ausübten, sondern an dem Doppelsprech, der es den Bürgern abverlangte, das, was sie als Zwang empfanden, als Vergünstigung begrüßen zu sollen.“[41] Auch Rainer Hank und Georg Meck verteidigten die Benutzung des Begriffs Staatsfunk. Der Begriff spreche „eine schlichte, unideologische Wahrheit“ aus. „So wie der französische Staat Atomkraftwerke betreibt, so betreibt der deutsche Staat Fernsehanstalten.“ Der Gründungsakt der öffentlich-rechtlichen Anstalten sei „ein hoheitlicher Akt des Staates“ gewesen, das ZDF sei mit einem „Staatsvertrag“ gegründet worden.[42]

- Cordt Schnibben kritisierte 1989, die ARD sei „Dilettanten und Dunkelmännern“ ausgeliefert. Eine Befragung der Rundfunkräte der ARD habe ergeben, dass diese schlechter über die zu kontrollierenden Programme informiert seien als die Fernsehzuschauer und dass die Räte den Grund für ihre mangelhafte Arbeit zu 76 Prozent in „anderweitigen beruflichen Verpflichtungen“ sehen, zu 39 Prozent in „mangelnder Sachkenntnis“ und zu 16 Prozent in „mangelndem Interesse“. In den Aufsichtsgremien der ARD würde dieser Dilettantismus gezüchtet, „um die öffentlich-rechtlichen Anstalten zu Reichssendern der Parteien zu machen“. Die ursprünglich liberalen Rundfunkgesetze seien so lange novelliert worden, bis der Zugriff der Parteien zum Gesetz wurde. Im ganzen Gremium sitze höchstens einer ohne Parteibuch, von jedem könne man das Abstimmungsverhalten voraussagen.[43] Die Nazis hätten den Rundfunk missbraucht, dann hätten die Alliierten demokratische Strukturen verordnet, „und dann ist alles wieder degeneriert“, klagte der frühere ARD-Vorsitzende Hartwig Kelm. In einem Interview stellte er dar, wie er personalpolitisch und haushaltspolitisch unter Druck gesetzt wurde. Diesem Druck könnte nicht jeder widerstehen, da es schon bei Hauptabteilungsleitern schlichtweg um die Existenz gehe. Er forderte, die Parteienvertreter müssten aus den Aufsichtsgremien entfernt werden, die ARD müsse grundlegend neu organisiert werden.[44] Auch nach dem Bundesverfassungsgerichtsurteil von 2014 sah Richter Andreas Paulus keine entscheidende Verbesserung: Faktisch dominierten auch weiterhin parteipolitische Maßstäbe, das Versprechen eines „staatsfernen Rundfunks und Fernsehens“ bleibe auch nach der nunmehr 14. Rundfunkentscheidung des Bundesverfassungsgerichts unerfüllt.[45] Paulus äußerte grundsätzliche Kritik an der Anwesenheit von Staatsvertretern in den Kontrollgremien.[46]

### Vorwurf der mangelnden Kontrolle
- Am 15. August 2022 kam es zur Abberufung und am 22. August zur fristlosen Entlassung der bisherigen RBB-Intendantin Patricia Schlesinger, nachdem Medienberichterstattung Vorwürfe öffentlich gemacht hatte, sie habe mehrfach Spesen zu Unrecht abgerechnet sowie Vergünstigungen angenommen. Der Sender geriet in der Folge in weitere Kritik hinsichtlich dubioser Beraterverträge und eines undurchsichtigen Gehalts- und Prämiensystems.[47] Dem Rundfunkrat und dem Verwaltungsrat des Senders wurde unzureichende Kontrolle vorgeworfen, die Vorsitzenden der beiden Aufsichtsgremien traten zurück.[48][49]

### Verwendung von Deutungsrastern zur Meinungssteuerung (Framing)
- Im Februar 2019 wurde bekannt, dass die ARD durch Elisabeth Wehling einen Kommunikationsleitfaden erstellen ließ, ein sogenanntes Framing-Manual mit dem Titel Unser gemeinsamer, freier Rundfunk ARD. Dieser wurde unter der Marke Berkeley International Framing Institute veröffentlicht.[50] Durch die Verwendung der darin vorgeschlagenen Methoden sollen ARD-Funktionsträger die gesellschaftliche Relevanz der ARD bzw. ihrer Mitgliedsanstalten nicht durch Fakten oder Details, sondern primär durch Überzeugung und moralische Prinzipien herausstellen. So soll zum Beispiel nicht mehr vom Einzug eines Rundfunkbeitrags die Rede sein, sondern von der „Verwaltung des Rundfunkkapitals der Bürger“.[51][52] Die Fokussierung auf moralischer anstatt auf Fakten-basierter Kommunikation gründet auf der Bestimmung eines Teils der Bevölkerung als Gegner, gegen deren „orchestrierte Angriffe“ man sich verteidigen will.[53] Das Gutachten aus dem Jahr 2017 selbst wurde kurz nach dem Bekanntwerden von der Internetseite Netzpolitik.org zur Verfügung gestellt.[54] Die ARD bezifferte das an das Framing Institute gezahlte Honorar auf insgesamt 120.000 Euro. Wehling wurde mit neun Workshops für Mitarbeiter beauftragt.[55] Das ARD-Generalsekretariat unterstützt die Geschäftsführung des Senderverbunds bei der strategischen Positionierung der ARD, der Interessenvertretung nach außen und der Öffentlichkeitsarbeit.[56]
- Im Herbst 2019 löste eine vom Radiosender WDR-2 in Auftrag gegebene Aufnahme des Kinderliedes Meine Oma fährt im Hühnerstall Motorrad, die von einem Autor des Senders mit einem neuen Text versehen worden war, eine Kontroverse aus. Die Textzeile „Meine Oma ist ne alte Umweltsau!“ wurde von Hörern als verletzend empfunden; Politiker erhoben den Vorwurf, dass Generationen gegeneinander ausgespielt würden. Das Video wurde daraufhin vom Netz genommen und WDR-Intendant Tom Buhrow entschuldigte sich, was wiederum von Medienschaffenden als Einknicken vor rechter Propaganda kritisiert wurde.[57]

### Mangelnde politische Diversität und Distanz

„Volo-Frage“ 2020 im Vergleich zur Bundestagswahl 2021

- Eine 2020 von Volontären der ARD durchgeführte Befragung von 150 Kollegen, die in der Zeitschrift journalist veröffentlicht wurde, kam zum Ergebnis, dass 60 % der Nachwuchsjournalisten aus Städten mit mehr als 100.000 Einwohnern stammten. Ebenfalls bei 60 % lag der Frauenanteil, der Anteil der Rückmeldungen die einen Migrationshintergrund angaben, lag bei 30 %. Mehr als 95 % der befragten Personen hatten einen Hochschulabschluss erworben, dies entspricht dem fünffachen des Gesamtbevölkerungsdurchschnitts. Nach der parteipolitischen Präferenz befragt, gaben 57,1 Prozent an für die Grünen zu stimmen, 23,4 Prozent für die Linkspartei, 11,7 Prozent wählten die SPD; für die CDU stimmten 3 %, die FDP erhielt 1,3 Prozent.[58] Die Umfrageergebnisse hinsichtlich der politischen Zugewandtheit riefen kritische Reaktionen hervor; so bemerkte der Journalist Michael Hanfeld in der FAZ, hierin verwirkliche sich der Anspruch, divers aufgestellt zu sein und zugleich die gesamte Gesellschaft zu repräsentieren, am allerwenigsten. Der biografischen Vielfalt und einem hohen Frauenanteil stünden ein starkes Stadt-Land-Gefälle, ein hoher Akademikeranteil und politische Gleichförmigkeit entgegen. Gerade Letztere lade dazu ein, Vorurteile über einen „linksgrünen“ öffentlich-rechtlichen Rundfunk zu bestätigen.[59] Ebenso kommentierte Rainer Haubrich in der WELT, es könne selbstverständlich jeder Journalist wählen, wen er wolle. Weichen jedoch die Präferenzen der Redakteure in solchem Maße von denen der Gebührenzahler ab, sei eine ausgewogene Berichterstattung und damit die Erfüllung des Sendeauftrags praktisch verunmöglicht.[60] Ein Kommentar des Magazins Übermedien stellte die Aussagekraft der Befragung in Frage, da nur 47 % der Volontäre an der Untersuchung teilgenommen hatten und drei Jahrgangsgruppen überhaupt nicht kontaktiert worden seien.[61]
- Im Januar 2023 wurde bekannt, dass der als Nachfolger von Frank Plasberg für die Moderation der vom WDR produzierten Talkshow Hart aber Fair nominierte ARD-Moderator Louis Klamroth mit der Klimaschutz-Aktivistin Luisa Neubauer liiert ist. Klamroth hatte die Beziehung erst nach Verkündung der Zusammenarbeit mitgeteilt, dem Sender war sie jedoch nach eigenen Aussagen bereits vorher bekannt.[62] Der Vorgang war Thema einer Sitzung des WDR-Rundfunkrats, weil Klamroth damit möglicherweise gegen Compliance Regeln des Senders verstoßen hatte, er konnte die Moderation jedoch behalten.[63] Klamroth kündigte an, dass Neubauer aufgrund der privaten Beziehung nicht Gast seiner Sendung sein wird. Nach dem Moderatoren-Wechsel gingen die Zuschauerzahlen zurück.[64]
- Im Juli 2023 ging ein Video der vom HR produzierten Show Never Ever viral, in dem die ARD-Moderatorin Negah Amiri eine Vertreterin der radikalen Klima-Gruppierung Extinction Rebellion interviewt. In dem Interview zeigt Amiri Verständnis für Aktionen der Gruppe und umarmt und küsst die Interviewpartnerin am Ende des Interviews. Der Sender rechtfertigte dies mit dem Hinweis, Never Ever sei kein berichtend-nachrichtliches Format und aus der persönlichen Perspektive von Negah Amiri erzählt.[65]

### Rassismus und Diskriminierung
- Bei der Gala-Show zum 75-jährigen Bestehen der ARD kam es zu mehreren kontroversen Situationen: Jürgen von der Lippe behauptete, die Tagesschau-Ansager dürften das bisherige „meine Damen und Herren“ bei der Begrüßung nicht anhängen. Tatsächlich handelt es sich um eine freiwillige Entscheidung der Redaktionen. Barbara Schöneberger äußerte zu einem Ausschnitt aus der Sketch-Show „Sketchup“, dass man darüber heute vermutlich nicht mehr lachen dürfe. Besonders Dieter Hallervorden fiel mit seinen Äußerungen auf: bei einer Wiederholung seines legendären „Palim Palim“-Sketches mit Harald Effenberg antwortete er diesem auf die Frage, warum er einsitze, er habe die falschen Worte für Schokokuss und Sauce ungarischer Art verwendet, wobei er tatsächlich das N- und Z-Wort verwendete. Keiner der Anwesenden kommentierte den Sketch, auch Kai Pflaume als Moderator der Sendung und die Programmdirektorin Christine Strobl schritten nicht ein.[66][67] Später ordneten sowohl die ARD als auch Hallervorden den Sketch als bewusst provokante Satire ein, in der der Wandel der Sprache überspitzt wurde.[68] Hallervorden warf den Kritikern vor, sich statt über wirkliche Missstände zu erregen, einen Komiker anzuprangern. Aus seiner Sicht würden es „woke“ Menschen nicht wagen, aus der Reihe zu tanzen und handelten übermäßig korrekt, sodass sie Satire aus Angst vor Missverständnissen nicht mehr verstehen.[69]

### Negative Auszeichnungen
- 1990: Preis der beleidigten Zuschauer (zusammen mit dem ZDF) für ihr Motto „Bei ARD und ZDF sitzen Sie in der ersten Reihe.“